# ГЕС Steinsland
ГЕС Стейнсланн (норв. Steinsland) — гідроелектростанція на півдні Норвегії за 70 кілометрів на північний схід від Бергена. Знаходячись між ГЕС Нігард і ГЕС Åsebotn (15 МВт) з однієї сторони та ГЕС Гелланнсфосс (Hellandsfoss, 31,5 МВт) з іншої сторони, входить до складу гідровузла у сточищі річки Steinslandsvassdraget, яка тече до Mofjorden (північно-східне продовження Romarheimsfjorden — складової частини системи фіордів, котра оточує острів Osterøy).
У межах проєкту на Steinslandsvassdraget створили водосховище Stolsvatnet з площею поверхні 1,67 км2 та припустимим коливанням поверхні між позначками 547 та 583,5 метра НРМ (в тому числі на 1 метр за рахунок здреновування нижче від природного рівня). Окрім власного стоку, сюди надходить додатковий ресурс з правобережжя Steinslandsvassdraget. Прокладений тут тунель довжиною біля 9 км починається від водозабору на Botnelvi, правій притоці Norddalselvi, котра вже є допливом Steinslandsvassdraget. Далі він захоплює воду з Vestrebotnelvi (інша права притока Norddalselvi), самої Norddalselvi (ще відома як Trongedalselvi), Austrebotnelvi (ліва притока Norddalselvi), Fjellstølelvi і Åsabotnelvi (обидві є правими притоками Steinslandsvassdraget). Також можливо відзначити, що ресурс із верхів'я тільки що згаданої Norddalselvi надходить до Stolsvatnet через ГЕС Åsebotn.
Від сховища по лівобережжю Steinslandsvassdraget прокладено тунель довжиною 6,2 км з перетином 34 м2, який постачає ресурс до машинного залу. На початковому етапі він сполучений з водозабором на Skålebotnelvi (притока Steinslandsvassdraget), а на завершальному має з'єднання з південним водозбірним тунелем довжиною понад 10 км, котрий починається від Tverrelvi, лівої притоки Krossdalselvi, яка вже є лівим допливом Steinslandsvassdraget. Далі він захоплює воду з Norddalselvi (права притока Tverrelvi), Sørelvi (впадає ліворуч до Stølselvi, ще однієї лівої притоки Krossdalselvi), Stølselvi та її правої притоки з поширеною назвою Norddalselvi. Між двома останніми водозаборами траса сполучається з тунелем згаданої вище ГЕС Нігард, через який надходить ресурс з іншої річкової системи Eksingedalsvassdraget, котра прямує до Eidsfjorden (північно-східне відгалуження Veafjorden — ще одного фіорду з числа оточуючих острів Osterøy). На завершальному етапі тунель підхоплює воду з Krossdalselvi та нарешті сполучається із тунелем від Stolsvatnet.
Основне обладнання станції становлять дві турбіни типу Френсіс загальною потужністю 170 МВт, які використовують напір у 451 метр та забезпечують виробництво 756 млн кВт-год електроенергії на рік.
Відпрацьована вода по відвідному тунелю довжиною лише кілька сотень метрів транспортується до розташованого неподалік озера Steinslandsvatnet, яке відноситься до течії Steinslandsvassdraget.